# Ordine livoniano
L'Ordine livoniano, anche noto come Ordine di Livonia (in tedesco Livländischer Orden), fu un'autonoma sezione dell'Ordine teutonico (sebbene riuscisse a rompere il rapporto di dipendenza solo due secoli più tardi dalla sua fondazione), costituitosi nel 1237. Si occupò dallo stesso anno della gestione amministrativa della Confederazione livoniana fino allo scioglimento dell'Ordine nel 1561. Il nome deriva dalla regione in cui nacque.

## Storia

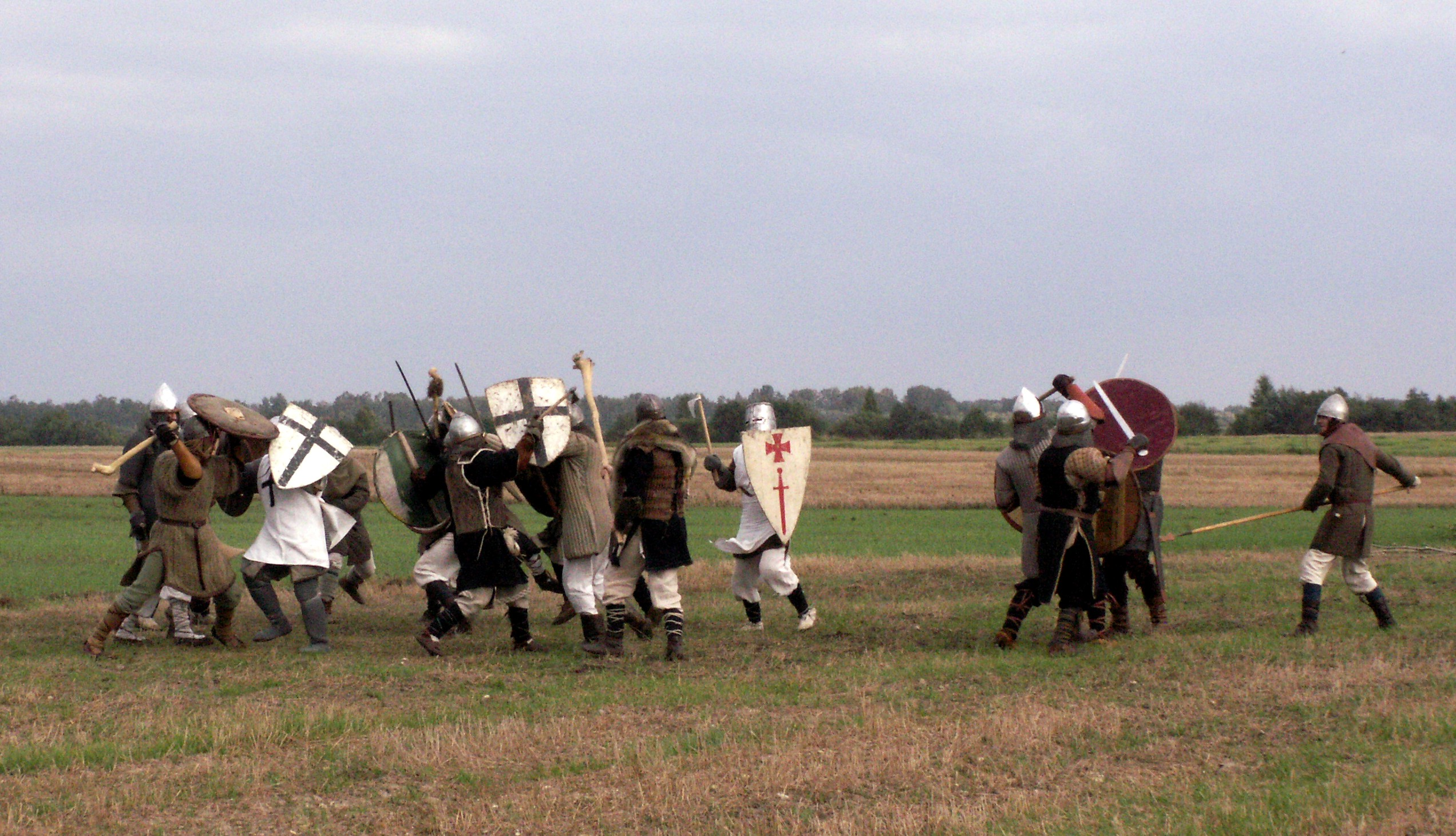
Rievocazione storica della Crociata livoniana presso Jauniūnai (contea di Vilnius)

L'ordine fu formato dagli ex membri dei cavalieri portaspada dopo la sconfitta contro i samogizi nel 1236 nella battaglia di Šiauliai, mentre era in corso la crociata livoniana: fu così che i cavalieri portaspada confluirono nell'Ordine teutonico, formando un gruppo interno, quello dell'Ordine livoniano nel 1237. Tra il 1237 e il 1290, l'Ordine livoniano si impossessò della Curlandia, della Livonia e della Semigallia. Tra il 1240 e il 1242 eseguì una campagna contro la Rus', ma ne uscì sconfitto. 
Nel 1298, i lituani conquistarono la roccaforte di Karkus a nord di Riga e sconfissero i cavalieri livoniani nella battaglia di Turaida, uccidendo anche il Gran Maestro Bruno e altri 22 comandanti.
Nel 1346, l'Ordine acquistò il Ducato di Estonia dal re danese Valdemaro IV al termine della rivolta della notte di San Giorgio. La vita quotidiana nei possedimenti degli ex cavalieri portaspada è descritta nelle cronache di Balthasar Russow (Chronica der Provinz Lyfflandt).
L'ordine teutonico cadde in declino a seguito della sconfitta riportata nella battaglia di Grunwald (1410) e l'annessione dei territori a quelli della Prussia ad opera di Alberto I di Prussia nel 1525, mentre l'ordine livoniano riuscì a conservare ancora la propria esistenza e indipendenza (a differenza di altre compagnie religiose di qualche secolo prima).
La sconfitta dell'ordine livoniano nella battaglia di Pabaiskas (anche nota come battaglia di Wilkomierz) il 1º settembre 1435, quando persero la vita il Gran maestro e diversi cavalieri d'alto rango, ridusse il territorio ad un'area assimilabile (per superficie) alla regione storica della Livonia. L'accordo a cui seguì la costituzione della Terra Mariana, fu firmato il 4 dicembre 1435 a Walk, città ad oggi divisa in due parti al confine tra l'Estonia e la Lettonia: Valka in Lettonia e Valga in Estonia. Le parti erano rappresentate da una parte dall'arcivescovo di Riga, la diocesi di Curlandia, Dorpat, Ösel–Wiek e Reval; dall'altra, i rappresentanti dell'ordine e i vassalli, i capi politici di Riga, Reval e l'insediamento di Dorpat.

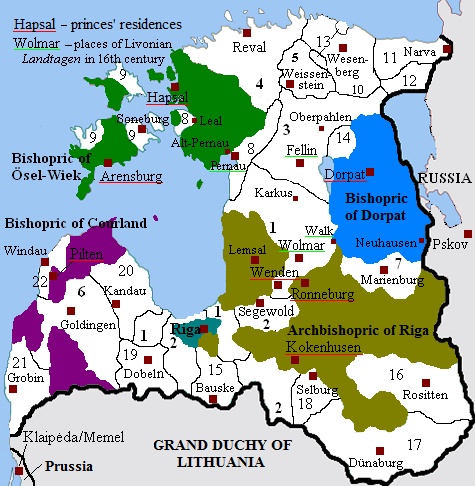
Possedimenti (in bianco) dei cavalieri di Livonia nel 1536. In viola, la diocesi di Curlandia, in verde smeraldo l'areale conteso per secoli tra vescovado e Ordine di Riga, in verde scuro la diocesi di Ösel-Wiek, in blu la diocesi di Dorpat e in verde oliva i possedimenti dell'Arcidiocesi di Riga

Diverse guerre coinvolsero nel XVI secolo i cavalieri, indebolendo ulteriormente la forza dei tedeschi nella regione: poco dopo la metà del 1500, quando la prima guerra del nord era già scoppiata, l'Ordine subì una cocente sconfitta ad opera delle truppe moscovite nella battaglia di Ergeme (1560). Si invocò così la protezione di Sigismondo II Augusto, re della Polonia e Granduca di Lituania, perché l'ordine era impegnato in una guerra con Guglielmo di Brandenburgo nel 1557.
Dopo aver raggiunto un accordo con Sigismondo II, Augusto e i suoi rappresentanti (in particolare Mikołaj Krzysztof Radziwiłł), assieme all'ultimo Gran Maestro livoniano, Gotthard Kettler, posero fine all'ordine: Kettler si convertì al luteranesimo. Nella parte meridionale delle terre appartenenti all'ordine ormai sciolto, costituì per sé e per la sua famiglia il Ducato di Curlandia e Semigallia, al fine di risiedervi e ricavare proventi dalle terre possedute. L'Estonia settentrionale tornò a rientrare nel possesso dei danesi e degli svedesi.
Dal XIV al XVI secolo, divenne lingua ufficiale la media, quella più parlata negli insediamenti della Lega anseatica; in seguito, fu sostituita dall'Alto tedesco (XVI-XVII secolo).

## Maestri di Livonia

Scudo dei Cavalieri portaspada

Il Gran Maestro di Livonia, noto in tedesco quale Landmeister, come quello dell'Ordine teutonico, veniva spesso (ma non sempre) eletto dai compagni di cavalleria a vita. Il Gran Maestro esercitava poteri di gestione e supervisione: era anche a capo di un consiglio, il quale poteva essere riunito a seconda di quando lo si ritenesse opportuno: tale concilio era considerato alla stregua di un comando, uno stato maggiore. I teutonici non intervennero nella precedente divisione delle autonomie locali, considerando la Livonia un'area secondaria e la cui supervisione era affidata ad ambasciatori.
Di seguito, la lista dei Gran Maestri dell’Ordine di Livonia:
| Nº | Ritratto | Nome                            | Magistero | Magistero | Luogo di nascita | Note                                               |
| Nº | Ritratto | Nome                            | Inizio    | Fine      | Luogo di nascita | Note                                               |
| -- | -------- | ------------------------------- | --------- | --------- | ---------------- | -------------------------------------------------- |
| 1  |          | Hermann Balk                    | 1237      | 1238      | ?                |                                                    |
| 2  |          | Dietrich von Grüningen          | 1238      | 1241      | ?                |                                                    |
| 3  |          | Andreas von Felben              | 1241      | 1242      | Stiria           |                                                    |
| 4  |          | Dietrich von Grüningen          | 1242      | 1246      | ?                |                                                    |
| 5  |          | Heinrich von Heimburg           | 1246      | 1248      | ?                |                                                    |
| 6  |          | Andreas von Felben              | 1248      | 1253      | Stiria           | In sua vece nel 1253-1254 Eberhard von Sayn        |
| 7  |          | Anno von Sangershausen          | 1254      | 1257      | ?                |                                                    |
| 8  |          | Burkhard von Hornhausen         | 1257      | 1260      | ?                |                                                    |
| 9  |          | Werner von Breithausen          | 1261      | 1263      | ?                |                                                    |
| 10 |          | Konrad von Mandern              | 1263      | 1266      | ?                |                                                    |
| 11 |          | Otto von Lutterberg             | 1267      | 1270      | ?                | In sua vece nel 1270 Andreas von Westfalen         |
| 12 |          | Walter von Nordeck              | 1270      | 1273      | ?                |                                                    |
| 13 |          | Ernst von Ratzeburg             | 1273      | 1279      | ?                |                                                    |
| 14 |          | Gerhard von Katzenelnbogen      | 1279      | 1280      | ?                |                                                    |
| 15 |          | Konrad von Feuchtwangen         | 1280      | 1281      | Baviera          |                                                    |
| 16 |          | Mangold von Sternberg           | 1281      | 1282      | ?                |                                                    |
| 17 |          | Wilken von Endorp               | 1282      | 1287      | Nindorf          |                                                    |
| 18 |          | Konrad von Hattstein            | 1288      | 1289      | ?                |                                                    |
| 19 |          | Balthasar Holte                 | 1290      | 1293      | ?                | Alla sua morte la sede rimase vacante fino al 1295 |
| 20 |          | Heinrich von Dincklage          | 1295      | 1296      | ?                |                                                    |
| 21 |          | Bruno                           | 1296      | 1298      | ?                |                                                    |
| 22 |          | Gottfried von Rogge             | 1298      | 1307      | ?                |                                                    |
| 23 |          | Gerhard von Jork                | 1309      | 1322      | ?                | In sua vece Konrad Kesselhut nel 1322-1324         |
| 24 |          | Reimar Hane                     | 1324      | 1328      | ?                |                                                    |
| 25 |          | Eberhard von Monheim            | 1328      | 1340      | ?                |                                                    |
| 26 |          | Burchard von Dreileben          | 1340      | 1345      | ?                |                                                    |
| 27 |          | Goswin von Herike               | 1345      | 1359      | ?                | In sua vece Andreas von Steinberg nel 1359-1360    |
| 28 |          | Arnold von Vietinghoff          | 1360      | 1364      | ?                | In sua vece Andreas von Steinberg nel 1364         |
| 29 |          | Wilhelm von Vrymersheim         | 1364      | 1385      | ?                |                                                    |
| 30 |          | Robin von Eltz                  | 1385      | 1388      | ?                |                                                    |
| 31 |          | Johann von Ohle                 | 1388      | 1389      | ?                |                                                    |
| 32 |          | Wennemar von Brüggenei          | 1389      | 1401      | ?                |                                                    |
| 33 |          | Konrad von Vietinghoff          | 1401      | 1413      | ?                |                                                    |
| 34 |          | Dietrich Tork                   | 1413      | 1415      | ?                |                                                    |
| 35 |          | Siegfried Lander von Spanheim   | 1415      | 1424      | ?                | In sua vece Dietrich Kra nel 1424                  |
| 36 |          | Cisse von Rutenberg             | 1424      | 1433      | Overijssel       |                                                    |
| 37 |          | Frank Kirskorf                  | 1434      | 1435      | ?                |                                                    |
| 38 |          | Heinrich von Böckenförde        | 1435      | 1437      | ?                | In sua vece Gottfried von Rodenberg nel 1437-1438  |
| 39 |          | Heidenreich Vincke von Overberg | 1438      | 1450      | ?                |                                                    |
| 40 |          | Johann von Mengede              | 1450      | 1469      | ?                |                                                    |
| 41 |          | Johann Wolthus von Herse        | 1470      | 1471      | ?                |                                                    |
| 42 |          | Bernhard von der Borch          | 1471      | 1483      | ?                |                                                    |
| 43 |          | Johann Freitag von Loringhoven  | 1483      | 1494      | ?                |                                                    |
| 44 |          | Wolter von Plettenberg          | 1494      | 1535      | Welver           | In sua vece Wennemar von Dellwig nel 1501-1502     |
| 45 |          | Hermann von Brüggenei           | 1535      | 1549      | ?                |                                                    |
| 46 |          | Johann von der Recke            | 1549      | 1551      | ?                |                                                    |
| 47 |          | Heinrich von Galen              | 1551      | 1557      | Bellingshausen   |                                                    |
| 48 |          | Johann Wilhelm von Fürstenberg  | 1557      | 1559      | Arnsberg         |                                                    |
| 49 |          | Gotthard Kettler                | 1559      | 1561      | Anröchte         | Convertitosi al protestantesimo                    |

Conversione politico-amministrativa dell’Ordine di Livonia nel Ducato di Curlandia e Semigallia.